# 다마가와촌 (나가노현)
다마가와촌(일본어: 玉川村)은 일본 나가노현 스와군에 있던 촌이다. 현재의 지노시에 해당한다.

## 역사
- 1878년 11월 25일 - 다마가와촌이 성립하였다.
- 1879년 4월 1일 - 군구정촌 편직법 시행에 의해 스와군이 성립하였다.
- 1889년 4월 1일 - 정촌제 시행에 수반해 다마가와촌 사무소가 성립하였다.
- 1955년 2월 1일 - 미야가와촌, 가나자와촌, 다마가와촌, 도요히라촌, 이즈미노촌, 기타야마촌, 고히가시촌, 요네자와촌과 합병해, 새로운 지노정이 성립하여, 동일 다마가와촌은 폐지되었다.

## 교통

### 도로
현재는 주부 자동차도가 통과하지만 당시엔 미개통이였다.

## 참고문헌
- 角川日本地名大辞典 20 長野県